# Helicopsyche koumaca
Helicopsyche koumaca là một loài Trichoptera trong họ Helicopsychidae. Chúng phân bố ở miền Australasia.